# Praia do Areal
Praia do Areal
A Praia de Areal é uma praia situada na freguesia de Lourinhã e Atalaia, em Portugal. 
Palco de eventos nacionais de surf, esta praia possui as condições ideais para a prática da modalidade. Tal como o seu nome indica possui um extenso areal que permite usufruir de uma enorme tranquilidade, mesmo em plena época alta.